# Liste der Baudenkmale in Garstedt
In der Liste der Baudenkmale in Garstedt sind alle Baudenkmale der niedersächsischen Gemeinde Garstedt (Landkreis Harburg) aufgelistet. Stand der Liste das Jahr 2014.

## Garstedt
In den Spalten befinden sich folgende Informationen:
- Lage: die Adresse des Baudenkmales und die geographischen Koordinaten. Kartenansicht, um Koordinaten zu setzen. In der Kartenansicht sind Baudenkmale ohne Koordinaten mit einem roten Marker dargestellt und können in der Karte gesetzt werden. Baudenkmale ohne Bild sind mit einem blauen Marker gekennzeichnet, Baudenkmale mit Bild mit einem grünen Marker.
- Bezeichnung: Bezeichnung des Baudenkmales
- Beschreibung: die Beschreibung des Baudenkmales. Unter § 3 Abs. 2 NDSchG werden Einzeldenkmale und unter § 3 Abs. 3 NDSchG Gruppen baulicher Anlagen und deren Bestandteile ausgewiesen.
- ID: die Objekt-ID des Baudenkmales
- Bild: ein Bild des Baudenkmales, ggf. zusätzlich mit einem Link zu weiteren Fotos des Baudenkmals im Medienarchiv Wikimedia Commons. Wenn man auf das Kamerasymbol klickt, können Fotos zu Baudenkmalen aus dieser Liste hochgeladen werden:

| Lage                                            | Bezeichnung | Beschreibung | ID       | Bild |
| ----------------------------------------------- | ----------- | ------------ | -------- | ---- |
| Schuhmacherstraße 12 53° 17′ 2″ N, 10° 9′ 55″ O | Bauernhaus  |              | 26950554 | BW   |
| Vierhöfener Straße 2 53° 17′ 5″ N, 10° 9′ 46″ O | Bauernhaus  |              | 26950539 | BW   |